# Барнетт, Джордж (генерал)
Джордж Барнетт (англ. George Barnett; 9 декабря 1859 — 27 апреля 1930) — генерал-майор, 12-й комендант корпуса морской пехоты США, пионер механизированной высадки десанта. Занимал пост коменданта в ходе Первой мировой войны.

## Биография
Родился 9 декабря 1859 года в г. Ланкастер, штат Висконсин. Вырос в г. Боскобел того же штата. В июне 1877 года поступил в военно-морскую академию США, окончил её в 1881 году. Его класс в академии стал первым, готовившим офицеров для морской пехоты. Барнет провёл два года мичманом на борту парохода USS Essex, после чего был переведён в корпус морской пехоты и 1 июля 1883 года получил звание второго лейтенанта. В этом звании он служил в различных казармах морской пехоты в восточной части США и три года командовал контингентом морской пехоты в Ситке, штат Аляска. В сентябре 1890 года на борту шлюпа USS Iroquois он был произведён во вторые лейтенанты.
По завершении второго тура службы на море он прослужил год в казармах морской пехоты на военно-морской базе в г. Вашингтон, а затем получил назначение в охрану морской пехоты на всемирной выставке в Чикаго, где оставался до её закрытия. К этому времени он получил постоянный пост на военно-морской базе в Вашингтоне.
В июне 1896 года Барнетт снова вышел в море на борту линкора USS Vermont. В декабре 1897 года он был переведён на бронепалубный крейсер USS San Francisco а в апреле того же года на бронепалубный крейсер USS New Orleans. Во время его службы на этом корабле он увидел несколько обстрелов фортов Сантьяго на Кубе. 11 августа 1898 года он был произведён в капитаны и в ноябре того же года был переведён на бронепалубный крейсер USS Chicago. В том же году он стал товарищем-ветераном пенсильванского командорства военного ордена заграничных войн.
В мае 1901 года капитан Барнетт снова вернулся на береговую службу в главном штабе корпуса морской пехоты в Вашингтоне и вскоре был произведён в майоры. На следующий год он получил командование над батальоном морской пехоты на борту вспомогательного крейсера USS Panther, который отправился на Панамский перешеек, чтобы защищать там американские интересы и охранять железнодорожные перевозки на перешейке.
В декабре 1902 года майор Барнетт вернулся в Вашингтон и принял командование над другим батальоном морской пехоты который меньше чем через месяц был переведён на Филиппины, где присоединился к первой бригаде морской пехоты. Через несколько месяцев по прибытии на Филиппины Барнетт был переведён на пост офицера морской пехоты флота Азиатского флота США и до декабря 1904 года служил на борту различных кораблей этого флота, после чего снова присоединился к рядам первой бригады морской пехоты.
В апреле 1905 года Барнетт был переведён с Филиппин в Вашингтон и вскоре после прибытия в США был произведён в подполковники. В 1906 он посещал военно-морской колледж и год прослужил командиром казарм морской пехоты на военно-морской базы в Вашингтоне. Затем он возглавил экспедиционный батальон морской пехоты, отплывший на борту бронепалубного крейсера в Гавану, Куба. Там батальон высадился и вошёл в состав армии умиротворения Кубы.
Вскоре после высадки на Кубе подразделение подполковника Барнетта было увеличено до полка. В то же время численность экспедиционных сил морской пехоты была увеличена до бригады и поставлена под командование полковника Литтлтона Уоллера. Практически немедленно полк Барнетта был переведён в Сьенфуэгос и был рассредоточен по широкой области, в то время как сам Барнетт контролировал значительную часть острова. Затем прибыл крупный экспедиционный отряд армии и высвободил часть морских пехотинцев на острове. Барнетт вернулся в Вашингтон в начале ноября 1906 года.
В течение одного года Барнетт возглавлял казармы морской пехоты в Вашингтоне а затем был переведён в главный штаб корпуса морской пехоты и вскоре после перевода был переведён командовать подразделением морской пехоты американской миссии в Пекине, Китай. По завершении тура службы на Дальнем востоке он летом 1910 года вернулся в США и принял командование над казармами морской пехоты в г. Филадельфия, штат Пенсильвания. 11 октября того же года он был повышен в звании до полковника.
В следующие три года он часто бывал на Кубе, каждый раз возглавляя там первый полк морской пехоты, который периодически отправлялся на проблемный остров в связи с серьёзными местными проблемами. США были обязаны сохранять контроль над ситуацией согласно условиям поправки Платта. В это время в Филадельфии была организована первая передовая база морской пехоты под руководством Барнетта. Он организовал масштабные манёвры Атлантического флота близ Пуэрто-Рико, откуда он вернулся 15 февраля.
25 февраля 1914 года Барнетт был назначен на пост генерал-майора коменданта морской пехоты на срок в четыре года. Он стал первым комендантом, назначенным на такой срок в связи с законом принятым в прошлом году. 29 августа 1916 года он был повышен в звании до бригадного генерала.
Первым важным шагом администрации коменданта Барнетта стала отправка усиленной бригады морской пехоты для участия в оккупации Веракруса, Мексика в 1914 году. В течение года было проведено незначительное вторжение на Гаити. Некоторое время экспедиционный корпус морской пехоты курсировал вдоль западного побережья Мексики. На Гаити и Сан-Доминго образовались серьёзные проблемы, в течение года корпус морской пехоты под руководством Барнетта разместил по бригаде в обеих странах где они пребывали до окончания срока полномочий его администрации.
Также под его общим контролем проходила деятельность корпуса в ходе первой мировой войны. Корпус увеличился до более чем трёх тысяч офицеров и примерно 75 тыс. нижних чинов. В дополнение к оккупации Гаити и Доминиканской республики и усилению регулярных баз корпуса две бригады были развёрнуты во Франции. Другие части корпуса оккупировали некоторые области Кубы. Также в резерве в г. Галвестон, штат Техас находилась бригада морской пехоты. В Куантико, штат Виргиния и Пэррис-айленд, штат Южная Каролина были основаны крупные тренировочные центры. Барнетт также провёл корпус через трудный период демобилизации и реорганизации в конце войны. Французское правительство наградило его за выдающуюся службу званием командира ордена Легиона Почёта. Министр ВМС США наградил его медалью «За выдающуюся службу».
30 июня 1920 года Барнетт был освобождён от поста коменданта корпуса согласно приказу министра ВМС Джозефуса Дэниелса и получил постоянное звание бригадного генерала. 5 марта 1921 года он был повышен до генерал-майора. Оставшуюся часть службы он провёл на посту командующего Тихоокеанским управлением.
Барнетт вышел в отставку 9 декабря 1923 года, достигнув предельного возраста в 64 года, установленного законом. Он умер 27 апреля 1930 года в г. Вашингтон и был похоронен на Арлингтонском национальном кладбище, Арлингтон, штат Виргиния в секции, закреплённой за классом военно-морской академии 1881 года.
Барнетт был родственников военному стратегу Томасу Барнетту (род. 1962). Жена Барнетта Лелия (Монтаг) Гордон была родственницей Элис (Монтаг) Уарфильд, матери Бесси Уоллси Уарфильд, ставшей женой Эдуарда, герцога Виндзорского и свояченицей капитана Генри Мустина. Её пасынок Бэзил Гордон (отец математика Бэзила Гордона) также служил в корпусе морской пехоты.